# Rodopsină
Rodopsina, denumită și purpuriul visual, este un pigment al retinei responsabil de formarea celulelor fotoreceptor și a primelor procese în vederea luminii. Rodopsina este formată dintr-o apoproteină, opsina, legată covalent de 11-cis-retinal sau, mai rar, 11-cis-dehidroretinal. Rodopsina este  proteină situată în membrana celulelor cu bastonașe ale retinei care joacă un rol esențial în procesul de vedere crepusculară nocturnă sau scotopică.
Mutațiile genei determină diferite boli ereditare: cecitatea nocturnă și diferite retinopatii precum o formă de retinită pigmentară dominantă sau recesivă și retinitis punctata albescens.